# Comissão Nacional para as Comemorações dos Descobrimentos Portugueses
A Comissão Nacional para as Comemorações dos Descobrimentos Portugueses (1986-2002) foi um organismo público criada pelo Decreto-Lei n.º 391/86, de 22 de Novembro, e integrada na Presidência do Conselho de Ministros, que tinha como objectivo a preparação, organização e coordenação das celebrações dos descobrimentos portugueses do século XV. A CNCDP foi extinta pelo artigo 2.º da Lei n.º 16-A/2002, de 31 de Maio, regulamentado pelo Decreto-Lei n.º 252/2002, de 22 de Novembro, sendo as suas funções e arquivos absorvidos pelo Ministério da Cultura.